# Józef Oleszkiewicz

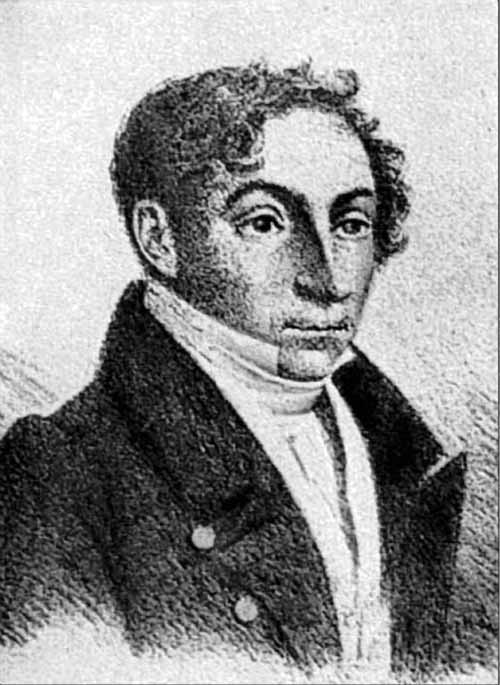
Selbstportrait

Józef Oleszkiewicz (* 1777 in Šiluva; † 5. Oktober 1830 in St. Petersburg) war ein polnischer Maler des Klassizismus, der vor allem in Litauen und Russland wirkte. Er war Großmeister der Freimaurerloge Weißer Adler in St. Petersburg.

## Leben und Werk
Oleszkiewicz studierte Kunst an der Universität Vilnius unter anderem bei Franciszek Smuglewicz und Jan Rustem, später auch in Paris bei Jacques-Louis David. Nach seiner Rückkehr aus Frankreich war er vor allem in Vilnius und Wolhynien tätig, 1810 ging er nach St. Petersburg, wo er unter anderem die Zarenfamilie portraitierte.